# Músculs escalens
Els músculs escalens (del grec σκαληνός, skalenós «desigual») és un grup de tres parells de músculs de diferents mides, que són als costats del coll. S'originen a les apòfisis transverses de les vèrtebres cervicals de CII a CVII. S'insereixen a la primera i segona costelles; però es consideren músculs vertebrals laterals. Són innervats per les branques anteriors dels nervis espinals C4 a C6.
Són tres parells de músculs: 
- escalè anterior
- escalè mitjà
- escalè posterior.

Hi ha un quart múscul, el múscul escalè mínim o menor o múscul de Sibson (scalenus minimus), que de vegades és darrere de la porció inferior de l'escalè anterior, entre l'escalè anterior i l'escalè mitjà. Té la mateixa acció i l'innerven els mateixos nervis.
L'acció dels músculs escalè anterior i mig és elevar la primera costella i flexionar lateralment (doblegar) el coll cap al mateix costat. L'acció de l'escalè posterior és l'elevació de la segona costella i la inclinació del coll cap al mateix costat. Tots ells i l'esternoclidomastoidal actuen com a músculs accessoris de la inspiració.

## Imatges

Músculs de la base del coll.
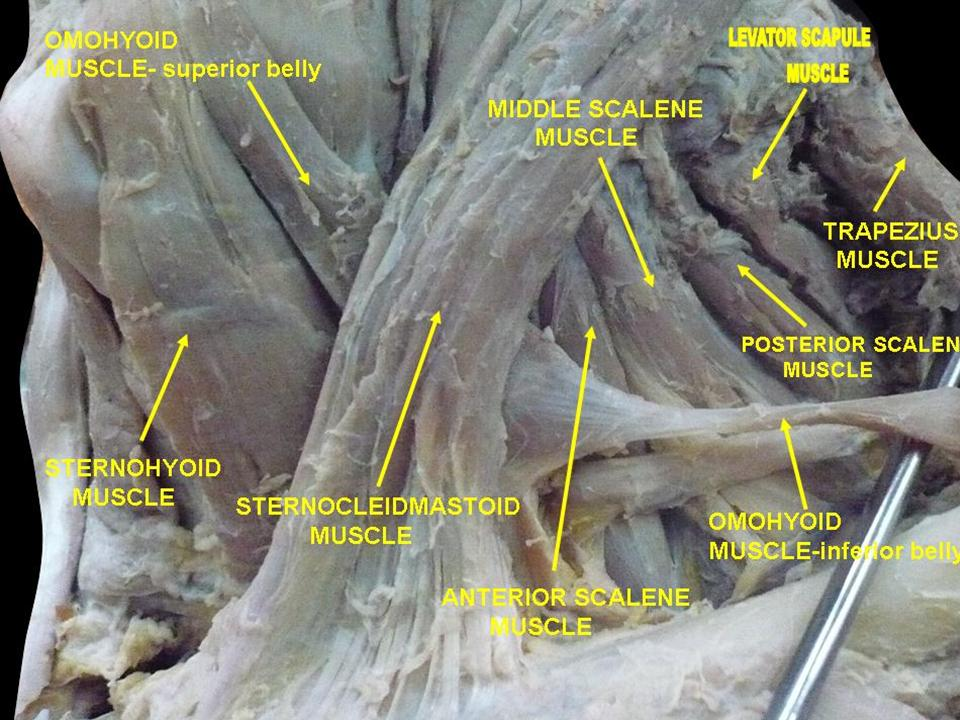
Músculs escalens (vista lateral)
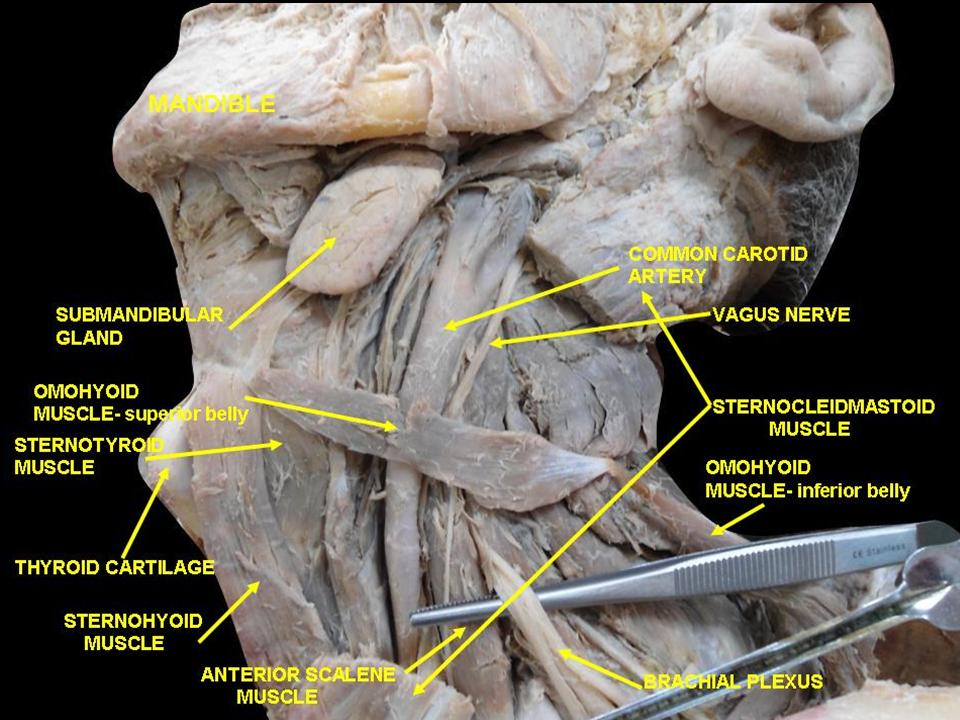
Músculs escalens (vista lateral)